# Федоров Євген Петрович
Фе́доров Євге́н Петро́вич (нар. 15 (28) грудня 1911 — пом. 15 липня 1993) — радянський військовий льотчик авіації далекої дії, учасник Другої світової війни, двічі Герой Радянського Союзу (1940, 1945), генерал-майор авіації (1957).

## Біографія
Народився 15 (28) грудня 1911 року на станції Стрельна (тепер Петродворцовий район Санкт-Петербурга) в робітничій родині. Росіянин. Член ВКП(б) з 1932 року.
У 1926 році закінчив неповну середню школу, у 1929 році — школу ФЗУ. Працював слюсарем залізничного депо в Ленінграді.
В лавах РСЧА з 1930 року. У 1932 році закінчив Ленінградську військово-теоретичну школу льотчиків, у 1933 році — Оренбурзьку військову школу льотчиків.
У 1933—1937 роках — льотчик, з 1938 року — командир загону, з 1939 року — командир ескадрильї далекобомбардувального полку.
Учасник радянсько-фінської війни 1939—1940 років. Командир ескадрильї 6-го далекобомбардувального авіаційного полку 27-ї далекобомбардувальної авіаційної дивізії 7-ї армії Північно-Західного фронту капітан Є. П. Федоров здійснив 24 бойових вильоти на бомбардування скупчень ворожої техніки і живої сили.
Учасник німецько-радянської війни з червня 1941 року. Командир ескадрильї капітан Федоров здійснював нічні вильоти на бомбардування крупних залізничних станцій, ешелонів з живою силою і технікою ворога, блокував аеродроми нічної авіації супротивника. 9 вересня 1942 року в складі групи бомбардувальників далекої дії здійснив бомбовий наліт на Берлін. Брав участь в розгромі військ ворога під Москвою, Сталінградом, Ленінградом, в Криму, Білорусі, Польщі, Угорщині.
З 1943 року — заступник командира 2-ї гвардійської авіаційної дивізії 2-го гвардійського авіаційного корпусу авіації далекої дії. На кінець листопада 1944 року гвардії підполковник Є. П. Федоров здійснив 178 бойових вильотів, тим самим наніс ворогу значних збитків.
Після війни полковник Федоров продовжив військову службу в ВПС СРСР. Займав командні посади у вищих військових навчальних закладах і військах. У 1948 році закінчив Військово-повітряну академію. У 1957 році йому присвоєно військове звання «генерал-майор авіації».
У 1958 році вийшов у запас. Працював у аеропорту, мешкав у Ленінграді.
Помер 15 липня 1993 року. Похований на Північному цвинтарі.

## Нагороди
Указом Президії Верховної Ради СРСР від 7 квітня 1940 року за мужність і героїзм, виявлені в боях з білофінами, командир ескадрильї 6-го далекобомбардувального авіаційного полку 27-ї далекобомбардувальної авіаційної дивізії 7-ї армії Північно-Західного фронту капітан Федоров Євген Петрович удостоєний звання Героя Радянського Союзу з врученням ордена Леніна і медалі «Золота Зірка» (№ 331).
Указом Президії Верховної Ради СРСР від 29 червня 1945 року за вміле керівництво авіаційними частинами, мужність і героїзм, виявлені в боях з німецько-фашистськими загарбниками, заступник командира 2-ї гвардійської авіаційної дивізії 2-го гвардійського авіаційного корпусу далекої дії гвардії підполковник Федоров Євген Петрович нагороджений другою медаллю «Золота Зірка» (№ 65/ІІ).
Нагороджений трьома орденами Леніна (1940, 1942, 1956), двома орденами Червоного Прапора (1940, 1951), орденами Олександра Невського (1943), Вітчизняної війни 1-го ступеня (1985), двома орденами Червоної зірки (1946, 1954) й медалями.

## Пам'ять
Бронзове погруддя Героя встановлено в місті Санкт-Петербург на Алеї Героїв Московського Парку Перемоги.